# Молох войны

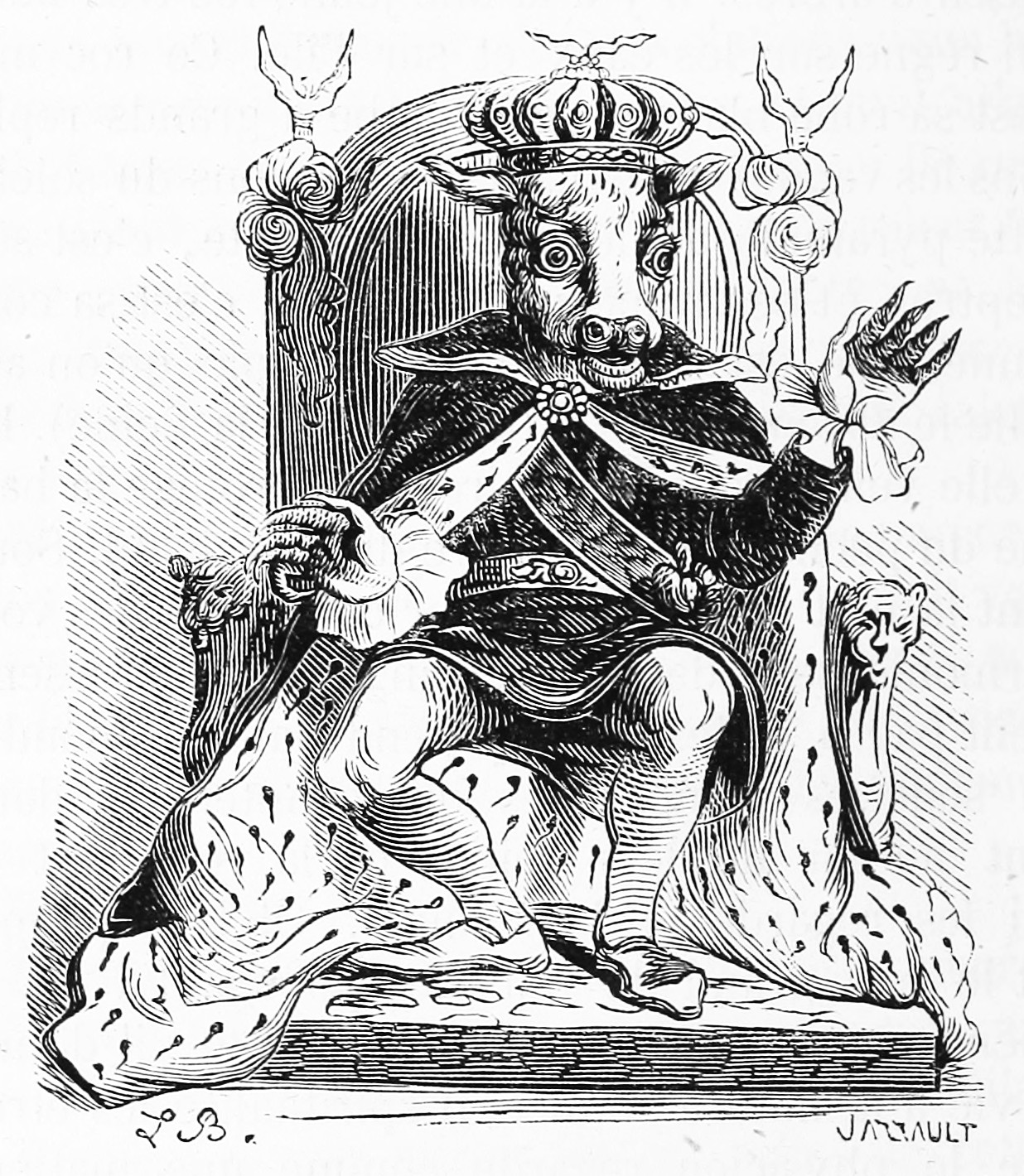
Молох. Иллюстрация из «Инфернального словаря» Луи Бретона. Изд. 1863 г.

«Молох войны» — фразеологизм, метафорическое выражение, вошедшее в русскую литературу в начале 20-го века сравнивающее людские потери на полях сражений с древнеханаанским божеством, которому, согласно Библии, совершали человеческие жертвоприношения.

## История
Многие авторы упомянали Молоха в контексте описания войны поскольку, по описанию в Ветхом Завете, культ Молоха включал в себя жертвование групп детей, а война забирает жизни молодых солдат. Молох как символ угнетения появляется еще в повести Диккенса «Одержимый, или Сделка с призраком» в 1848 году. В 1871 году анонимный автор в британском журнале, редактировавшемся сыном Диккенса, сочувственно называет французских беженцев «жертвами кровавого Молоха войны».
Фразеологизм восходит к лекции германского социалиста Вильгельма Либкнехта «Знание — сила, сила — знание», прочитанной 5 февраля 1872 года в Дрездене и затем неоднократно издававшейся. В этой лекции «Молох капитализма» (Moloch des Kapitalismus) представляется более ужасным, чем «Молох войны» (Moloch des Krieges), потому что первый «не ограничивается только плотью взрослых мужчин в расцвете сил, но не щадит ни слабую нежную женщину, ни беспомощного ребёнка». Выражение «Молох капитализма» обрело популярность в немецкой литературе, но «Молох войны» в ней не прижился. В России поначалу также оперировали только первой метафорой Либкнехта, В повести А. И. Куприна «Молох» (1896 г.) древние божества Молох и Дагон, требующие человеческой крови, олицетворяют пылающую заводскую печь (гл. 5) и ещё не связаны с войной и сражениями, но понималось критиками именно как Молох капитализма в целом. В 1917 году на I Всероссийском съезде Советов рабочих и солдатских депутатов Каменев в своей речи отождествляет Молох войны и Молох капитализма.
Обращение к культу Молоха в риторике времени Первой мировой войны объясняется желанием авторов отразить в речи нехристианский, варварский характер массовой гибели людей, резни, какой она была описана в Ветхом Завете. Так в 1915 году Джон Адамс пишет о холокосте (всесожжении) Молоху войны.